# Symplectoscyphus curvatus
Symplectoscyphus curvatus är en nässeldjursart som först beskrevs av Jäderholm 1916-1917.  Symplectoscyphus curvatus ingår i släktet Symplectoscyphus och familjen Sertulariidae. Inga underarter finns listade i Catalogue of Life.